# Interstate 4
Interstate 4 – amerykańska autostrada międzystanowa o długości 132,4 mil (212,82 km) znajdująca się całkowicie na Florydzie. Łączy ona miasta Tampa i Daytona Beach. 
Budowana była etapami od 1957 do 1971, a pierwszy odcinek między Plant City a Lakeland został oddany do użytku w 1959.

## Przebieg

### Floryda
- Tampa
- Lakeland
- Orlando
- Daytona Beach